# 相模光面介
相模光面介（学名：Xestoleberis sagamiensis）为光面介科光面介屬下的一个种。种名 sagamiensis 意为日本“相模湾的”。